# Nemzetközi Finnugor Kongresszus
A Nemzetközi Finnugor Kongresszus (angolul: International Congress for Fenno-Ugric Studies, oroszul: Международный конгресс финно-угроведов, rövidítése: CIFU)  a finnugrisztika művelőinek ötévente sorra kerülő tudományos tanácskozássorozata. Az első rendezvényt 1960-ban tartották meg Budapesten, a jubileumi tizediket az oroszországi Mariföld fővárosában, Joskar-Olában.

## Általános ismertetése
A Nemzetközi Finnugor Kongresszus (CIFU) a finnugrisztika – szélesebb értelemben az uralisztika – legjelentősebb rendezvénysorozata, szakmai fóruma. 
Tanácskozásain finnugor nyelvű és nem finnugor nyelvű népek tudósai, kutatói egyaránt rész vesznek. Az első budapesti kongresszuson a résztvevők száma még nem érte el a százat, a 2005. évi tizediken mintegy hatszázan voltak jelen.
A kongresszusok tematikájában hagyományosan a nyelvészeté a vezető szerep, de az idők folyamán a néprajz és a folklór, a régészet, az antropológia, az őstörténet, az írott történelem és az irodalomtudomány súlya is egyre jelentősebb lett. Egy-egy rendezvény több napig tart, a teljes (plenáris) ülések után a tanácskozás szekciókban folytatja munkáját. A kongresszusokon elhangzó előadások anyagát külön kiadványsorozatban jelentetik meg. A tudományos üléseket, eszmecseréket kiegészítő rendezvények: kulturális programok, kirándulások kísérik.

## Szervezés, szervezet
A kongresszusokat felváltva, más-más városban tartják. A helyszínt és a tudományos programot a Finnugor Kongresszusok Nemzetközi Bizottsága (ICFUC) határozza meg, de mindegyik soronkövetkező kongresszusnak külön, helyi szervező bizottsága van. Az anyagi hátteret támogatásokból és a részvételi díjakból teremtik elő. 
A nemzetközi bizottság (ICFUC) nem jogi személy. Feladata a kongresszusok rendszerességének, folyamatosságának és magas tudományos színvonalának biztosítása. Együttműködik a finnugristák nemzeti, illetve nemzetközi bizottságaival. Új tagokkal való kiegészítése kooptálás útján, titkos szavazással történik. Az ICFUC a kongresszusokkal egyidőben ülésezik és rendes tagjai közül öt évre öttagú Végrehajtó Bizottságot választ, mely az ülések közötti időben működik. Elnöke egyben a soronkövetkező kongresszus szervező bizottságának elnöke is.

## Korábbi kongresszusok
A finnugristák nemzetközi fórumára vonatkozóan már az 1930-as években is születtek elgondolások. Szegeden 1955-ben, Helsinkiben 1958-ban tartottak finnugrisztikai konferenciákat külföldiek részvételével. 1947-ben rendezték meg a Szovjetunióban az első Össz-szövetségi Finnugor Konferenciát. Finn és magyar tudósok, közéleti személyiségek közös fellépésére végül Budapesten megtarthatták az első Nemzetközi Finnugor Kongresszust. Ekkor alakult meg a Nemzetközi Bizottság is tíz taggal.
- 1960 – Az 1. CIFU helyszíne: Magyarország, Budapest.
- 1965 – A 2. CIFU helyszíne: Finnország, Helsinki.
- 1970 – A 3. CIFU helyszíne: Szovjetunió, Észtország (akkor: Észt SZSZK), Tallinn.
- 1975 – A 4. CIFU helyszíne: Magyarország, Budapest.
- 1980 – Az 5. CIFU helyszíne: Finnország, Turku.
- 1985 – A 6. CIFU helyszíne: Szovjetunió, Komiföld (akkor: Komi ASZSZK),  Sziktivkar.
- 1990 – A 7. CIFU helyszíne: Magyarország, Debrecen.
- 1995 – A 8. CIFU helyszíne: Finnország, Jyväskylä.
- 2000 – A 9. CIFU helyszíne: Észtország, Tartu.
- 2005. augusztus 15–20.  – A 10. CIFU helyszíne: Oroszország, Mariföld, Joskar-Ola. Ezen a kongresszuson 16 országból mintegy hatszázan vettek részt, közülük kb. kétszázan Mariföldről. A tanácskozás bázis intézménye a Mari Állami Egyetem volt. A munkát nyelvészeti (11); etnológiai és folklór (7); irodalomtudományi (3); régészeti és antropológiai (4) – összesen 25 szekcióban folytatták. A szekciókkal egyidőben 4–4 szimpóziumot, illetve kerekasztal beszélgetést is tartottak. Magyar részről a plenáris üléseken előadást tartott Domokos Péter, – aki az 1960. évi első kongresszus óta mindegyiken részt vett –, valamint Bereczki Gábor. Az ünnepélyes záróülésen Fodor István régész, a finnugristák Magyar Nemzeti Bizottságának elnöke mondott köszönetet a rendezőknek.
- 2010. augusztus 9–14. – A 11. CIFU helyszíne: Magyarország, Piliscsaba.

A Magyar Nemzeti Bizottság javaslatára Piliscsabán, a Pázmány Péter Katolikus Egyetemen  rendezték meg; a szervezés feladatát az egyetem Finnugor Tanszéke vállalta. A piliscsabai kongresszus központi témája Az uráli (finnugor és szamojéd) népek társadalmi, kulturális és nyelvi helyzete, perspektívái volt.
- 2015. augusztus 17–21. – A 12. CIFU helyszíne: Finnország, Oulu.
- 2020. augusztus 17–21. – A 13. CIFU helyszíne: Ausztria, Bécs. Megrendezését a koronavírus-járvány miatt a következő évre (2021. augusztus 8–13.) halasztották. Az eredeti időpontban, augusztus 17–21. között virtuális (online) előkonferenciát tartanak.[2]

## Kapcsolódó szócikk
- Finnugor Népek Világkongresszusa